# Andris Smirnovs
Andris Smirnovs (* 6. Februar 1990 in Ventspils) ist ein lettischer Radrennfahrer.

## Karriere
Andris Smirnovs wurde bei den UCI-Straßen-Weltmeisterschaften 2011 im dänischen Kopenhagen Zehnter im Straßenrennen der U23. Zuvor feierte er die Siege beim Central European Tour Budapest GP in Ungarn und beim Kernen Omloop Echt-Susteren in den Niederlanden. 
Bei der Les Challenges de la Marche Verte 2012 in Marokko gewann den GP Oued Ed-Dahab. 2013 siegte auf einer Etappe bei der Baltic Chain Tour. 2014 wurde er jeweils in Russland Zweiter bei den Rennen Mayor Cup und Grand Prix of Moscow. 2015 errang Smirnovs Platz drei bei den lettischen Meisterschaften im Straßenrennen. 2016 stand er als Zweiter auf dem Podest beim Grand Prix Minsk.

## Erfolge
2011
- Central European Tour Budapest GP
- Kernen Omloop Echt-Susteren

2012
- Les Challenges de la Marche Verte - GP Oued Ed-Dahab

2013
- eine Etappe Baltic Chain Tour

## Teams
- 2012 Rietumu-Delfin
- 2013 Doltcini-Flanders (bis 15. Juni)
- 2013 Rietumu-Delfin (ab 16. Juni)
- 2014 Rietumu-Delfin
- 2015 Rietumu-Delfin
- 2016 Alpha Baltic–Maratoni.lv